# Скуим
Ску̀им (на английски: Sequim) е град в окръг Клалам, щата Вашингтон, САЩ. Скуим е с население от 4334 жители (2000) и обща площ от 13,7 km². Намира се на 56 m надморска височина. ЗИП кодът му е 98382, а телефонният му код е 360.